# Enthora ornata
Enthora ornata är en skalbaggsart som beskrevs av Anton Franz Nonfried 1891. Enthora ornata ingår i släktet Enthora och familjen Melolonthidae. Inga underarter finns listade i Catalogue of Life.